# Лебедев, Александр Алексеевич (физик)
Алекса́ндр Алексе́евич Ле́бедев (14 [26] ноября 1893, Поневеж, Ковенская губерния, Российская империя — 15 марта 1969, Ленинград, СССР) — русский, советский физик, специалист в области прикладной и электронной оптики, оптики атмосферы и гидрооптики, лазерной техники, теории стеклообразного состояния, изучения свойств и строения стёкол, космического излучения. Герой Социалистического Труда. Лауреат Ленинской премии.

## Биография
Родился 14 (26) ноября 1893 года в Поневеже (ныне Паневежис, Литва) в семье директора и преподавателя физики Поневежского реального училища Алексея Степановича Лебедева. Пример отца, талантливого педагога, умевшего увлечь предметом, чему в немалой степени служили физические опыты, которые он демонстрировал во время занятий, предопределил выбор сына.
- 1911 — выпущен из реального училища (Санкт-Петербург); поступил на Физико-математический факультет Санкт-Петербургского университета.
- 1916 — окончил Петроградский университет по кафедре физики; дипломная работа — «О применимости закона Стокса для жидких шариков, движущихся в вязкой среде» (тема предложена И. И. Боргманом, руководитель А. П. Афанасьев).
- 1919 — начал работу в Государственном оптическом институте, где многие годы возглавлял организованный им сектор прикладной физической оптики.
- 1922—1926 — сверхштатный преподаватель, старший ассистент кафедры физики университета; руководит дипломными работами студентов.
- 1925 — приглашён с докладом в Лондон на конференцию по природе стекла (не участвовал).
- 1930 — научная командировка в Англию (на 9 месяцев), работа в лаборатории профессора У. Брэгга в Королевском институте (лаборатория Дэви—Фарадея, Лондон); изучал методику рентгеновского анализа, а далее — исследует дифракцию электронов от порошкообразных веществ.
- 1934 — летом руководил экспедицией ГОИ на Эльбрусе: проводит работы по определению прозрачности облаков в разных частях спектра; измерение интенсивности солнечной радиации в крайней инфракрасной части спектра (400 мкм), интенсивности зелёной линии неба ночью и в сумерки, яркости неба во время сумерек.
- 1935 — 29 апреля утверждён в звании действительного члена Оптического института, а 5 декабря — в учёной степени доктора физико-математических наук.
- 1943— действительный член АН СССР
- 1944—1952 — научный руководитель НИИ Министерства электропромышленности, в дальнейшем — Оборонной промышленности (НИИ-801, НИИ ПФ).
- 1947 — возглавил кафедру электрофизики физического факультета ЛГУ имени А. А. Жданова.
- 1950—1956 — депутат ВС СССР 3—4 созывов.
- 1953—1956 — заместитель председателя Совета Союза Верховного Совета СССР.
- Умер 15 марта 1969 года. Похоронен в Ленинграде на Богословском кладбище[3].

## Научная деятельность

### Основные направления
Вот далеко не полный перечень научных направлений, которыми был занят А. А. Лебедев, и которые возникли, и получили развитие в руководимых им лабораториях:
- Электронная оптика (электронные микроскопы, электронографы, микроанализаторы, электронно-оптические преобразователи и другие приборы и установки);
- Исследования свойств полупроводников и их техническое применение в оптико-электронных приборах;
- Изучение методов и создание аппаратуры световой локации, аналога радиолокации (приборы имеют широкое применение — от геодезии до военной техники).
- Исследование быстротекущих процессов, и создание установок и приборов, позволяющих фиксировать их фотоспособом через интервалы в стотысячные и миллионные доли секунды;
- Изучение условий прохождения оптического излучения сквозь атмосферу;
- Исследование коротковолнового оптического излучения Солнца и рентгеновского излучения за пределами земной атмосферы с помощью космической аппаратуры.
- Создание, изучение и применение лазерных источников излучения; тепловизионные приборы и методы визуального контроля температуры поверхности объекта (приборы применяющиеся в медицинской практике, позволяют проводить диагностику, обусловленную изменением температуры кожного покрова)[2].

### Начало научного творчества
В то время, когда А. А. Лебедев пришёл в науку, внимание физиков привлекали опыты Р. Милликена по определению зарядов электрона. Нахождение его величины осуществлялось посредством сопоставления скорости падения заряженных капелек масла между обкладками воздушного конденсатора в присутствии электрического поля и без него. Скорость падения твёрдых шариков в жидкости без поля, только под действием силы тяжести, выражена законом Дж. Стокса. Экспериментальное подтверждение этого закона для падения жидких шариков и легла в основу дипломной работы А. А. Лебедева; Александр Алексеевич вернулся к формуле Дж. Стокса почти через двадцать лет, занимаясь изучением размеров капель воды в естественных и искусственных туманах.

### Первое оптическое стекло России.Дифракция электронов
Первая мировая война поставила Россию перед насущнейшей потребностью получения отечественного оптического стекла, ранее поставлявшегося из Германии фирмой «Карл Цейсс». Оставленный в университете после его окончания, в том же 1916 году А. А. Лебедев по предложению профессора Д. С. Рождественского занимался исследованием влияния термической обработки на свойства стёкол — первоначально в Физическом институте университета, а впоследствии — в лаборатории цеха варки оптического стекла, созданного на Петроградском фарфоровом заводе. В 1925 году А. А. Лебедев был включён в группу исследователей, работавших под руководством Н. Н. Качалова ещё с 1914 года, при участии И. В. Гребенщикова, на отдельных этапах также — коллегии, включавшей Н. С. Курнакова, В. Е. Тищенко и В. Е. Грум-Гржимайло и других учёных. В группе работали А. И. Тудоровский, И. В. Обреимов, А. И. Стожаров, В. А. Фок и другие учёные. В 1926 году было получено первое отечественное оптическое стекло, а в 1927-м СССР смог отказаться от его импорта.
На заводе оптического стекла им разработан способ быстрого определения показателя преломления стёкол во время варки, что дало возможность вводить изменения в шихту стекла во время варки и тем самым раз в десять повысить точность воспроизведения требуемых оптических констант; были разработаны режим отжига и конструкция печей для отжига; исследовалось влияние закалки на термическую стойкость клингеров и выполнен ряд других работ. Было установлено, что при медленном нагревании или охлаждении в интервале отжига стекло проходит через непрерывный ряд равновесных состояний, которые можно путём закалки получить и в охлаждённом стекле. В результате этих работ взгляд на роль отжига оптического стекла подвергся значительному изменению.

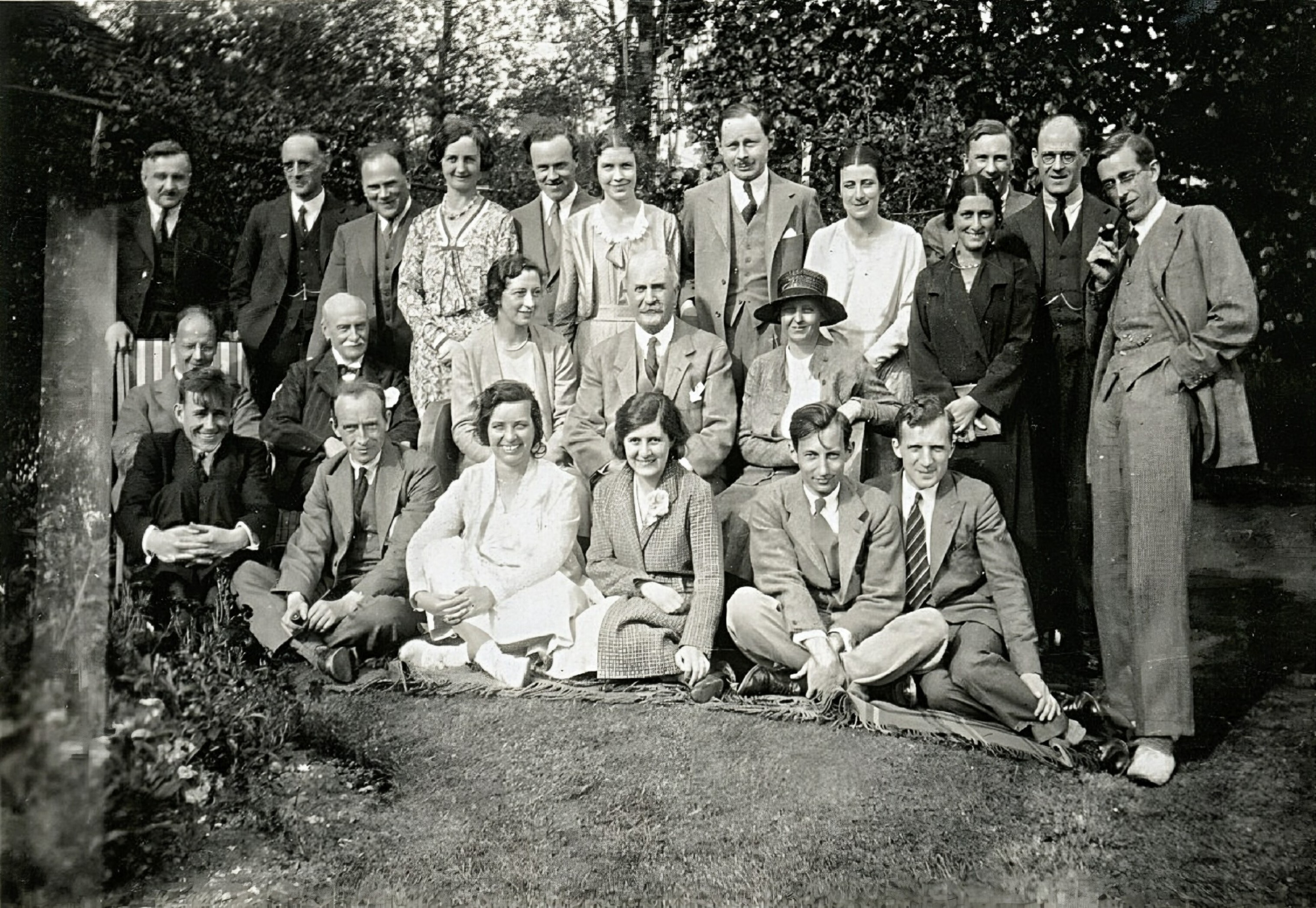
Сотрудники лаборатории У. Г. Брэгга. В центре сидит У. Г. Брэгг, стоят: первый слева — А. А. Лебедев, последний справа — Г. А. Гамов. 1931

Эти работы указали также на необходимость пересмотра вопроса о природе стеклообразного состояния вещества.
В 1930—1931 годах А. А. Лебедев девять месяцев находился в Англии на стажировке в Фарадеевской лаборатории под руководством профессора У. Брэгга (The Davy Faraday Research Laboratory by Royal Institution of Great Britain, London). Незадолго перед тем были опубликованы работы Дж. П. Томсона и А. Рида, показавшие существование дифракции электронов. А. А. Лебедевым была предложена оригинальная схема, подразумевавшая фокусировку на фотопластинке магнитным полем пучков электронов, дифрагированных в кристалле. Как впоследствии рассказывал сам А. А. Лебедев, когда однажды зашедшему в лабораторию Дж. Чедвику сообщили об этой его идее, тот, немного подумав, заявил: «Ничего из этого не выйдет». Через полгода в Nature была опубликована статья А. А. Лебедева с описанием опыта с фокусировкой электронных пучков магнитной линзой с экспозицией в несколько секунд.
Летом текущего года под моим руководством группа сотрудников Оптического института совершила экспедицию на гору Эльбрус, где были проведены работы по определению прозрачности облаков для разных частей спектра, по измерению интенсивности солнечной радиации в крайней инфракрасной части спектра (400 мкм), по изменению интенсивности зелёной линии неба во время ночи и в сумерки и по определению яркости неба во время сумерек. Отчёт по этим работам напечатан в сборнике трудов Эльбрусской экспедиции АН СССР 1934—1935 гг.

— А. А. Лебедев. Автобиография

### Эльбрусская экспедиция
В Эльбрусской комплексной научной экспедиции (ЭКНЭ) АН СССР 1934 года, возглавлявшейся А. А. Лебедевым, сотрудники ГОИ Г. В. Покровский, С. С. Кривич и В. Г. Вафиади были заняты исследованиями излучения Солнца в области спектра 100—1000 нм, И. А. Хвостиков исследовал свечение зелёной линии 557,7 нм в спектре излучения ночного неба, а самим А. А. Лебедевым с П. Я. Бокиным, Е. М. Брумбергом и В. И. Черняевым производилось комплексное исследование оптических свойств туманов (для Александра Алексеевича эти исследования явились возвратом к теме его дипломной работы). Ночной максимум зелёной линии, обнаруженный И. А. Хвостиковым, получил объяснение, найденное им и А. А. Лебедевым и опирающееся на положения теории Чепмена.

### Строение стекла. Кристаллитная гипотеза
О качествах вдумчивого исследователя, обладающего гибкостью ума и способностью к переоценке взглядов с учётом мнения других исследователей, говорит история развития «кристаллитной гипотезы».
А. А. Лебедев в 1921 году, ещё до возникновения рентгеноструктурного анализа стеклообразных веществ или жидкостей, на основе изучения им зависимости оптических свойств стёкол от температуры, высказал предположение о наличии в стекле микрокристаллических образований — кристаллитов. К предположению о неполной аморфности, микронеоднородности строения стекла, в состав которого входит до 70 % кремнезёма, учёный пришёл, истолковывая последнее как возможную причину присутствия полимофных следов его в виде непроваренных или закристаллизовавшихся мельчайших зёрен.
В своей лаборатории в 1931 году А. А. Лебедевыми была организована группа рентгеноструктурного анализа. В 1936 году исследования его учеников, Е. А. Порай-Кошица и Н. Н. Валенкова, а также работы некоторых зарубежных учёных подтверждали, казалось, кристаллитную гипотезу. Но тогда же были высказаны предположения о химической неоднородности структуры стёкол, которые не позволяли говорить о формировании в стекле сколько-нибудь достаточных по размеру кристаллов, подтверждающих периодичность их структуры — обнаруженные «кристаллиты» были очень малых размеров (порядка одной—полутора элементарных ячеек).
В 1946 году А. А. Лебедевым и Е. А. Порай-Кошицем было проведено исследование, которое должно было стать ещё одним шагом к пониманию строения стёкол. В 1955 году А. А. Лебедев, исходя из результатов этого и других исследований, высказал предположение о сочетании в структуре стекла кристаллитов и неупорядоченных областей. Для согласования с гипотезой потребовалось принятие допущения не только искажения решётки, но и непрерывной связи кристаллов через внешние, наиболее искажённые их участки, с переходом в беспорядочное непрерывное окружение. Это свело само понятие «кристаллит» к иносказательному аспекту, чем окончательно пошатнуло сами основы гипотезы.
Одним из возможных факторов подтверждения гипотезы явилась попытка согласования предположений о возможной дифференциации жидких кристаллов с представлениями об избирательном выщелачивании стёкол. Р. Л. Мюллер, учитывая результаты его совместных исследований с С. А. Щукаревым, на основе изучения электрических свойств стёкол, предложил разделять стеклообразующие щёлочно-боратные и силикатные расплавы на полярную и неполярную форму структуры.
В 1960-е годы вопрос вновь получил развитие в исследованиях сотрудников А. А. Лебедева. Представления этой теории нашли применение в спектральных исследованиях В. А. Флоринской, в данных Л. И. Дёмкиной — о зависимости показателей преломления стёкол от их состава.
Е. А. Порай-Кошиц указывает, что «кульминацией падения» её явился пункт решения симпозиума 1971 года, посвящённого 50-летию кристаллитной гипотезы, констатировавший тот факт, что никакие современные методы не позволяют наблюдать в стёклах кристаллитов.
Однако на этом история гипотезы не заканчивается. В 1972—1973 годах, после того как была вскрыта природа химически неоднородной структуры стёкол, Дж. Х. Коннертом с сотрудниками, на новом уровне математического и экспериментального модельного подхода, была воспроизведена идея А. А. Лебедева о кристаллитах в виде «квазикристаллической модели». Но на основе тех же представлений, как это на первый взгляд ни парадоксально, строили свои доказательства и сторонники идеи У. Захариасена о «беспорядочной сетке» — Р. Дж. Белл и П. Дин. Причину такого рода противоречия вскрывает Е. А. Порай-Кошиц, усматривая её в метеодолгической ошибке, вызванной влиянием исходных позиций на результат: авторы ищут сведения о структуре стекла за пределами ближнего порядка, используя метод РБУ (рассеяние рентгеновских лучей под большими углами) и КРР (кривая радиального распределения). Между тем ещё в 1959 году в докладе на III Всесоюзном совещании по стеклообразному состоянию Е. А. Порай-Кошицем было показано, что КРР не дают сведения, не заложенные в кривых интенсивности РБУ, а кривые интенсивности РМУ (рассеяние под малыми углами), способные дать такую информацию, её не демонстрируют.
Вопрос остаётся открытым — из вышесказанного можно сделать вывод: точку в полемике о правомочности кристаллитной гипотезы (назовём её пока так), несмотря на безапелляционные заявления её сторонников и противников, ставить рано — к ней возвращались и будут возвращаться….

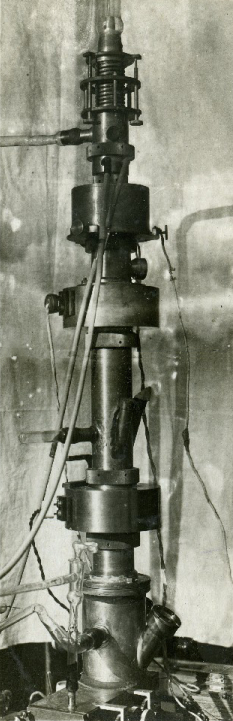
Электронный микроскоп А. А. Лебедева. 1943

В 1930 годы А. А. Лебедевым был разработан новый способ исследования структуры порошков с помощью фокусировки электронов. В дальнейшем работа по исследованию превращений в стёклах велась рядом сотрудников под его руководством. Из этих работ следует отметить работу Стожарова, которая вызвала появление ряда исследований по этому же вопросу за границей, и работу Тудоровской, которая обнаружила существование превращений и при более низких температурах.
Исследования строения стекла оптическими методами под руководством Александра Алексеевича занимались также Н. А. Тудоровская, А. Г. Власов.

### Электронный микроскоп
Разработанный А. А. Лебедевым в 1930 году метод, основанный на дифракции электронов, давал новые средства изучения вещества. В 1934 году начата работа по созданию электронно-оптических элементов электронного микроскопа, первый лабораторный образец которого собрали в ГОИ. В 1940 году, разрешение его равнялось 40 нм. Прототип первого отечественного электронного микроскопа был создан в 1943 году. Эта модель легла в основу первой партии приборов, которую выпустили уже в 1946 году, а наделена она была возможностью увеличения в 25 000 раз при разрешении 100 Å. К 1946 году силами ГОИ была выпущена серия микроскопов с разрешением 10 нм. А с 1949 года промышленное производство электронного микроскопа ЭМ-3 было окончательно налажено. Последующие модификации нашли широкое применение в различных областях научных исследований и практике. За эту разработку А. А. Лебедеву, В. Н. Вернцнеру и Н. Г. Зандину была присуждена Сталинская премия второй степени.
Во время второй мировой войны А. А. Лебедев инициировал методику, подразумевавшую полные предварительные расчёты при разработке электронно-оптических систем — на основе опыта световой оптики. Такой подход был разработан в теоретической группе А. Г. Власова для расчёта электронно-оптических преобразователей; для расчёта электронно-микроскопических систем этот метод был применён О. И. Семаном, Ю. В. Воробьёвым и др. В настоящее время методика эта получила широкое применение благодаря развитию вычислительной техники.

### Эталон длины
Ещё в конце 1920-х годов по предложению Д. С. Рождественского А. А. Лебедевым совместно с М. Ф. Романовой была начата работа международного значения по измерению национального эталона длины — метра — в длинах световой волны. А. А. Лебедевым был предложен новый интерфереционный метод сравнения, который превосходил по своему совершенству и удобству опыт Майкельсона, методы Сирса и Барреля. Число промежуточных эталонов такого метода сокращалось, что уменьшало составляющую общей его погрешности, а это в свою очередь даёт малое число переходов от меньшего эталона к большему. Завершена эта работа была М. Ф. Романовой в оптической лаборатории ВНИИ метрологии Д. И. Менделеева, где и хранится этот национальный эталон.

### Поляризационный интерферометр
Для измерения небольших разностей показателя преломления в близких участках опытных образцов: свилей и всякого рода микроскопических неоднородностей в стёклах и кристаллах, А. А. Лебедевым и одним из первых его учеников А. Г. Самарцевым был собран первый поляризационный интерферометр. Прибор этот использовала при исследовании оптических стёкол Н. А. Тудоровская. После публикации статьи об этом устройстве аналогичные приборы были изготовлены и применялись в Парижском оптическом институте.

### Светолокация
Тогда же, ещё до изобретения радиолокации, под руководством А. А, Лебедева были созданы и прошли полевые испытания светодальномеры. Впоследствии были разработаны интерференционные методы высокочастотной модуляции света и значительно повышено разрешение светолокаторов. Новый толчок развитию этого направления дало появление оптических квантовых генераторов. Лазерные дальномеры были созданы в короткий срок, и уже в 1965 году на Лейпцигской ярмарке демонстрировался первый в мире дальномер с источником излучения на основе арсенида галлия, созданный А. А. Лебедевым и его сотрудниками.
В 1940-е годы был разработан новый типа интерферометра — поляризационного, который сразу нашёл применение в минералогии, а также в исследованиях малых изменений показателя преломления стёкол (работа Тудоровской для исследования диффузии солей при электролизе, работа Самарцевой) и в других случаях. А. А. Лебедевым была рассчитана поляризационная призма, позволяющая использовать оба поляризованных луча, что даёт значительное уменьшение потерь света — эффект использован для применения конденсаторов Керра (в телевидении). Под руководством учёного Н. Ф. Тимофеева изучала влияния поверхностных слоёв стекла на коэффициент отражения, в результате чего была найдена возможность ощутимого (в 5 раз) снижения потерь в оптических системах, обусловленных отражением.
Значительная часть исследований, проведённых под руководством А. А. Лебедева, связана с развитием электронно-оптических систем. Он с полным основанием считается главой советской школы электронной оптики.

### Дальномер

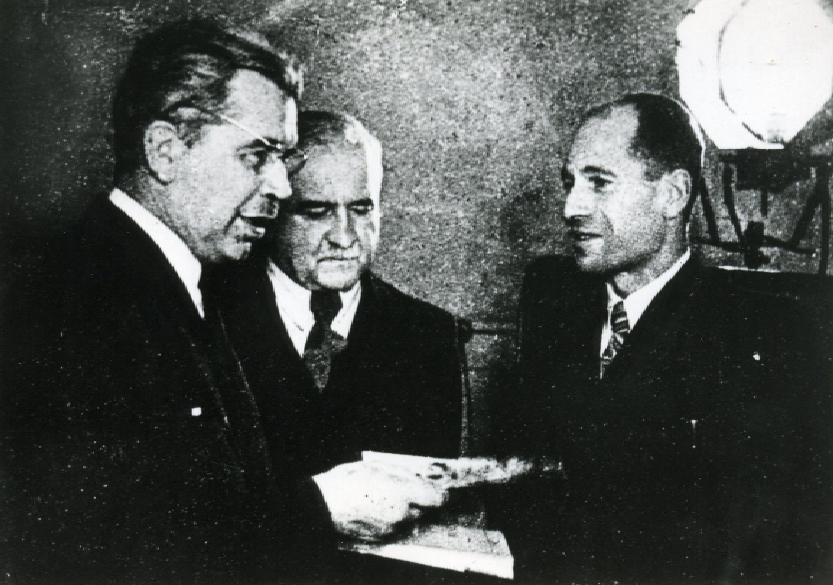
Президент АН СССР С. И. Вавилов, А. А. Лебедев (в центре) и сотрудник ГОИ. 1940-е годы

До зарождения оптической локации — в 1933 году С. И. Вавиловым, в то время руководившим ГОИ, и А. А. Лебедевым была начата разработка прибора, позволявшего измерять расстояние по времени прохождения его светом. С. И. Вавилов предлагал положить в основу такого дальномера схему Э. Гавиолы, реализованную Карлюсом и Миттельштедтом. Но этот принцип имел определённые недостатки, заключавшиеся в большой потере света при прохождении через ячейки Керра, используемые для модуляции (прерывания) света. Александр Алексеевич предложил новый тип модулятора — интерференционный. Интерферометр Майкельсона был весьма чувствителен к среде и нагрузкам, что делало его малопригодным для полевых условий — интерференционный модулятор А. А. Лебедева был в этом отношении более стоек и мобилен: он выдерживал перевозку по плохим дорогам без нарушения юстировки. Первые испытания дали точность измерения дистанции 3,5 км ±2—3 м. Это явилось началом оптической локации — первые радиолокаторы появились много позже.
Первое испытание прототипа светодальномера прошло в 1936 году. Эта работа положила начало оптической локации.

### Просветление оптики
Производственниками давно было замечено, что оптические детали, изготовленные несколькими годами ранее, при контрольном измерении демонстрировали лучшие характеристики, чем новые того же типа. Небольшая гигроскопичность стекла, тем не менее, сказывалась на показателе преломления его поверхностного слоя. Отражённые двумя границами (воздух — поверхностный слой и поверхностный слой — стекло) световые потоки интерферируют — отражённый свет ослабляется, а проходящий — усиливается, прозрачность системы возрастает. Верное истолкование этого феномена дал А. А. Лебедев.
С целью подтверждения этой гипотезы Александр Алексеевич предложил воспроизводить на отполированном стекле поверхностные слои. Поляризационным методом (по Друде) оценивались оптические характеристики отражённого света, дававшие показания преломления и поглощения поверхностного слоя. Гипотеза была подтверждена.
Такое понимание физической природы явления и было использовано А. А. Лебедевым с сотрудниками (Н. Ф. Тимофеевой и А. Г. Власовым), пришедшим к разработке принципов просветления оптики совместно с исследователями группы И. В. Гребенщикова (Т. А. Фаворской, В. Г. Воано, Крыловой Т. Н., С. М. Куровской и Н. В. Суйковской), с середины 1920-х годов занимавшимися химизмом процессов, способствующих повышению прозрачности оптических деталей — просветлению поверхностного слоя. На основе этих исследований в начале 1930-х годов были получены первые оптические детали с просветлёнными поверхностями, оптическое приборостроение страны первым в мире начало применять методику просветления оптики.

### Тепловидение
Александр Алексеевич положил начало направлению исследований, посвящённых тепловидению. Под его руководством были созданы оптико-электронные приборы, позволяющие наблюдать на экране электронно-лучевой трубки или при помощи индикаторного устройства изменения и неоднородность температуры произвольной поверхности. Тепловизор, благодаря свой чувствительности, даёт возможность фиксировать перепады в десятые и даже сотые доли градуса в пределах обычных комнатных температур. Эти приборы нашли широкое применение в медицине (диагностика), в различных производственных процессах, в научно-исследовательской практике.

### Лазерная техника
Исследуя излучения электрических разрядов газа с 1950 года, А. А. Лебедев, его ученики и сотрудники (М. П. Ванюков, Б. А. Ермаков, Л. Д. Хазов, А. А. Мак, А. Д. Стариков, Ю. В. Попов и другие) приступили в 1962 году к реализации фундаментальных исследований в области лазерной техники. Ими был разработан, а вскоре и создан первый лазерный импульсный дальномер на рубине, тогда же — первый фазовый дальномер на арсениде галлия. Эти работы, как и большинство других, проводились в тесном контакте с научно-исследовательскими организациями и производственными предприятиями, что обеспечивало быстрое внедрение новых разработок в промышленность.
А. А. Лебедев — один из наиболее замечательных советских физиков-экспериментаторов… Работы А. А. Лебедева по отжигу хорошо известны и за границей и по праву могут быть названы классическими. Для изучения лучей Рентгена в лаборатории А. А. Лебедева построен новый тип рентгеновского спектрографа с большой светосилой и разрешающей силой и выполнено несколько работ по природе стекла.
Основная черта большинства оборонных работ лаборатории А. А. Лебедева — оригинальность и остроумие принципов. Далее для них характерны сочетание разнородных элементов (например, оптики и электричества) и исключительное искусство в преодолении трудностей.

Очень немногие советские и иностранные физики могут быть сопоставлены с А. А. Лебедевым по искусству трудного и точного эксперимента.— Из отзыва академика С. И. Вавилова. 15 мая 1943 года 

## Награды и признание
- Герой Социалистического Труда (21.06.1957)
- пять орденов Ленина:

1. 10.06.1945
2. 19.09.1953
3. 26.11.1953 — за заслуги в области науки и в связи с 60-летием
4. 21.06.1957 — к званию Герой Социалистического Труда
5. 26.11.1963 —

- три ордена Трудового Красного Знамени (15.12.1943; 08.12.1951; 21.12.1957)
- орден «Знак Почёта» (08.06.1939)
- медали.
- Ленинская премия (1959) — за разработку оптико-электронных приборов и систем
- Сталинская премия второй степени (1947) — за создание отечественного образца электронного микроскопа
- Сталинская премия второй степени (1949) — за разработку новой съёмочной камеры

## Память
- На здании Государственного оптического института (Биржевая линия, 14) в 1971 году была установлена мемориальная доска с текстом: «Здесь с 1918 по 1968 год работал академик Александр Алексеевич Лебедев, выдающийся советский физик, Герой Социалистического Труда»[30].
- Оптическим обществом имени Д. С. Рождественского учреждена медаль им. А. А. Лебедева.